# The Devil at His Elbow
The Devil at His Elbow er en amerikansk stumfilm fra 1916 af Burton L. King.

## Medvirkende
- Clifford Bruce som John Ashton.
- Dorothy Green som Meg.
- John K. Roberts som Robert Gray.
- Francis McDonald som Andrew Sealey.
- Mary Sandway som Grace Sealey.